# DDR-Meisterschaften im Feldfaustball 1975
Die DDR-Meisterschaften im Feldfaustball 1975 waren die 26. Austragung der Meisterschaften im Faustball auf dem Feld in der DDR im Jahre 1975.
Die Meister wurden in einer Endrunde am Sonnabend, 20. September 1975, ab 13 Uhr im Stadion „20. Jahrestag“ in Weißwasser ermittelt.
Bei den Damen verteidigte im Finalturnier die SG Görlitz ohne Punktverlust ihren Titel, während bei den Männern die ISG Hirschfelde ihren Titel mit Hilfe der Punkte, die für die Hauptrundenplatzierung vergeben wurden, verteidigen konnte.

## Frauen
Die Spieltage waren für die Termine 11. und 25. Mai, 15. und 29. Juni 1975 geplant.
Abschlusstabelle nach der Hauptrunde:
| Platz | Mannschaft                 | Punkte | Siege | Remis | Niederlagen | Bälle   | Vorgabezähler |
| 1.    | SpG Görlitz (M)            | 26:2   | 13    | –     | 1           | 492:267 | 3             |
| 2.    | Chemie Weißwasser          | 24:4   | 12    | –     | 2           | 454:299 | 2             |
| 3.    | ISG Hirschfelde            | 16:12  | 8     | –     | 6           | 367:357 | 1             |
| 4.    | Pentacon Dresden           | 16:12  | 8     | –     | 6           | 344:339 | 0             |
| 5.    | TSG Berlin-Oberschöneweide | 11:17  | 5     | 1     | 8           | 359:371 | –             |
| 6.    | Lokomotive Schwerin        | 10:18  | 5     | –     | 9           | 355:410 | –             |
| 7.    | Empor Barby (N)            | 7:21   | 3     | 1     | 10          | 317:414 | –             |
| 8.    | Rotation Berlin (N)        | 2:26   | 1     | –     | 13          | 274:505 | –             |

Die Mannschaften Rotation Berlin und Empor Barby mussten in die zweitklassige Liga absteigen, während Lok Schleife und Aktivist Staßfurt die Berechtigung errangen, in der nächsten Saison in der DDR-Oberliga zu spielen.
Eine für den 7. September 1975 in Schleife geplante Aufstiegsrunde fand nicht statt, da drei der fünf Staffelsieger mangels Nachwuchsabteilung keine Aufstiegsberechtigung besaßen und die jeweiligen Zweitplatzierten absagten, so dass nur zwei Vertretungen – jeweils Oberligaabsteiger der Vorsaison – verblieben.
Letztlich konnte auch Aktivist Staßfurt das Aufstiegsrecht aufgrund mangelnder Nachwuchsarbeit nicht wahrnehmen, so dass stattdessen der Zweitplatzierte derselben Staffel – Motor Rathenow – in die Frauen-Oberliga 1976 aufstieg.

Finalturnier:
In der Finalrunde spielten die vier Teilnehmer eine Einfachrunde Jeder gegen Jeden.
| SpG Görlitz       | – | Chemie Weißwasser | 25:17 (11:11) |
| ISG Hirschfelde   | – | Pentacon Dresden  | 25:21 (10:13) |
| SpG Görlitz       | – | ISG Hirschfelde   | 34:13 (17:9)  |
| Chemie Weißwasser | – | Pentacon Dresden  | 29:19 (18:7)  |
| SpG Görlitz       | – | Pentacon Dresden  | 24:18 (17:18) |
| Chemie Weißwasser | – | ISG Hirschfelde   | 28:17 (12:11) |

Abschlussstand:
| Platz | Mannschaft        | Punkte | Vorgabezähler | Gesamt | Bälle/Diff. |
| ----- | ----------------- | ------ | ------------- | ------ | ----------- |
| 1.    | SG Görlitz        | 6:0    | 3             | 9:0    | 83:48 +35   |
| 2.    | Chemie Weißwasser | 4:2    | 2             | 6:2    | 74:61 +13   |
| 3.    | ISG Hirschfelde   | 2:4    | 1             | 3:4    | 55:83 −28   |
| 4.    | Pentacon Dresden  | 0:6    | 0             | 0:6    | 58:78 −20   |

Kader der Mannschaften:
|    | SpG Görlitz: Ursula Bärsch, Karin Richter, Margitta Menzel, Gisela Götze, Angelika Knospe; Uschi Richter Übungsleiter: Kurt Boeßert              |
|    | BSG Chemie Weißwasser: Gisela Bursch, Ursula Lisk, Ingrid Klei, Gudrun Thomas, Waltraud Steide; Christa Wiedemann Übungsleiter: Walter Wiedemann |
|    | ISG Hirschfelde: Ute Pfitzner, Hannelore Vietze, Monika Bartsch, Ursula Aust, Sonja Rathmann Übungsleiter: Claus Pfitzner                        |
| 4. | Pentacon Dresden: Helga Reinhardt, Brigitte Pünsch, Ursula Neitzel, Christa Uhde, Gitta Scheithauer Übungsleiter: –                              |

## Männer
Die Spieltage waren für die Tage 11. und 25. Mai, 8. und 22. Juni, 6. Juli und 7. September 1975 terminiert.
Abschlusstabelle nach der Hauptrunde:
| Platz | Mannschaft              | Punkte        | Siege         | Remis         | Niederlagen   | Bälle         | Vorgabezähler |
| 1.    | ISG Hirschfelde (M)     | 35:1          | 17            | 1             | –             | 633:450       | 3             |
| 2.    | Lok Dresden             | 30:6          | 15            | –             | 3             | 572:480       | 2             |
| 3.    | Chemie Zeitz            | 24:12         | 12            | –             | 6             | 640:494 +146  | 1             |
| 4.    | Plasttechnik Greiz (N)  | 24:12         | 12            | –             | 6             | 584:507 +77   | 0             |
| 5.    | SG Görlitz              | 18:18         | 8             | 2             | 8             | 551:562       | –             |
| 6.    | Fortschritt Glauchau    | 14:22         | 7             | –             | 11            | 505:591       | –             |
| 7.    | Medizin Erfurt          | 12:24         | 6             | –             | 12            | 500:563       | –             |
| 8.    | Motor Schleusingen      | 9:27          | 4             | 1             | 13            | 475:578       | –             |
| 9.    | Einheit Halle           | 7:29          | 3             | 1             | 14            | 461:572 -111  | –             |
| 10.   | Fortschritt Ostritz (N) | 7:29          | 3             | 1             | 14            | 499:623 -124  | –             |
| 11.   | Lokomotive Wittstock    | zurückgezogen | zurückgezogen | zurückgezogen | zurückgezogen | zurückgezogen | zurückgezogen |

Aus der Liga konnten die Erstplatzierten des Aufstiegsturniers in Geithain am 7. September 1975 Einheit Jüterbog und Liganeuling (!) Traktor Bachfeld aufsteigen, während die Mannschaften Lok Wittstock und Fortschritt Ostritz aus der DDR-Oberliga absteigen mussten.
Aufstiegsrunde:
| Platz | Mannschaft               | Punkte | Siege | Unentschieden | Niederlagen | Bälle       |
| 1.    | Einheit Jüterbog         | 7:3    | 3     | 1             | 1           | 161:148 +13 |
| 2.    | Traktor Bachfeld         | 6:4    | 3     | –             | 2           | 153:139 +14 |
| 3.    | Fortschritt Walddorf     | 6:4    | 3     | –             | 2           | 155:150 0+5 |
| 4.    | Motor Zwickau Süd        | 6:4    | 3     | –             | 2           | 152:148 0+4 |
| 5.    | ISG Hirschfelde II       | 4:6    | 2     | –             | 3           | 156:158 0-2 |
| 6.    | Aktivist Freienhufen (A) | 1:9    | –     | 1             | 4           | 135:169 −34 |

Finalturnier:
In der Finalrunde spielten die vier Teilnehmer am 20. September 1975 in Weißwasser eine Einfachrunde Jeder gegen Jeden.
| Lok Dresden        | – | Chemie Zeitz       | 24:23 (12:13) |
| Plasttechnik Greiz | – | ISG Hirschfelde    | 28:28 (18:12) |
| Lok Dresden        | – | Plasttechnik Greiz | 25:26 (9:16)  |
| Chemie Zeitz       | – | ISG Hirschfelde    | 34:24 (17:11) |
| Chemie Zeitz       | – | Plasttechnik Greiz | 32:22 (15:13) |
| ISG Hirschfelde    | – | Lok Dresden        | 28:25 (15:13) |

Durch die bereits im Vorjahr eingeführte Regelung der Vorgabezähler hatte die Platzierung der Hauptrunde stärkeren Einfluss auf die Abschlussplatzierung. Der ISG Hirschfelde reichte damit ein Sieg und ein Unentschieden aus drei Spielen, um den Titel zu verteidigen.
Abschlussstand:
| Platz | Mannschaft         | Punkte | VZ | Gesamt | Bälle/Diff. |
| 1.    | ISG Hirschfelde    | 3:3    | 3  | 6:3    | 80:87 0-7   |
| 2.    | Chemie Zeitz       | 4:2    | 1  | 5:2    | 89:70 +19   |
| 3.    | Lok Dresden        | 2:4    | 2  | 4:4    | 74:77 0-3   |
| 4.    | Plasttechnik Greiz | 3:3    | 0  | 3:3    | 76:85 0-9   |

Kader der Mannschaften:
|    | ISG Hirschfelde: Werner Müller, Herbert Steudte, Manfred Aust, Karl-Heinz Pursche, Roland Posselt; Frank Kothe Übungsleiter: Horst Steudte        |
|    | Chemie Zeitz: Wolfgang Ehrlich, Eberhard Gasse, Gunther Knauer, Gerhard Beer, Manfred Meyer; Rudolf Beck Übungsleiter: –                          |
|    | Lokomotive Dresden: Helmut Pöge, Dieter Bernard, Gunter Bernard, Rolf Süß, Volker Kretschmer; Udo Scheithauer Übungsleiter: Werner Franke         |
| 4. | Plasttechnik Greiz: Hans-Rolf Ott, Wolfgang Kuchenreuther, Klaus Steudel, Günter Kehm, Peter Lorenz; Wolfgang Steudel Übungsleiter: Ernst Stelzig |

### Weitere Ergebnisse
DDR-Meisterschaften:
Männer:
- AK I (über 32 Jahre): Chemie Zeitz
- AK II (über 40): Motor Zwickau-Süd
- AK III (über 50): Lok Bitterfeld
- AK IV (über 60): Aktivist Freienhufen
- AK V (über 65): Rotation Dresden

Frauen:
- AK I: Lok Schwerin
- AK II: SG Görlitz

## Anmerkung
1. 1 2 3 4  Vorgabezähler: Gemäß ihrer Platzierung in der Hauptrunde erhielten die qualifizierten Mannschaften Punkte für die Endrunde. Der Erste erhielt dabei drei Punkte, der Zweitplatzierte zwei, der Dritte noch einen.